# Скала-Подольский замок
Скала-Подольский замок — оборонительное сооружение в посёлке Скала-Подольская Тернопольской области. Памятник архитектуры национального значения.
Замок расположен на высоком скалистом обрыве, на правом берегу реки Збруч. Имеет вытянутую форму, что обусловлено рельефом местности. С трех сторон природный защиту обеспечивает река Збруч и её отвесные скалистые берега. Из единственного доступного южной стороны — глубокий ров, каменная стена с выступающей полукруглой пороховой башней. Рядом с ней — въездные ворота, добраться до которой можно было лишь через подъемный мост.
Поперек замковой территории расположен двухэтажный дворец прямоугольной формы, разделял внутренний двор на хозяйственное и парадное.

## История

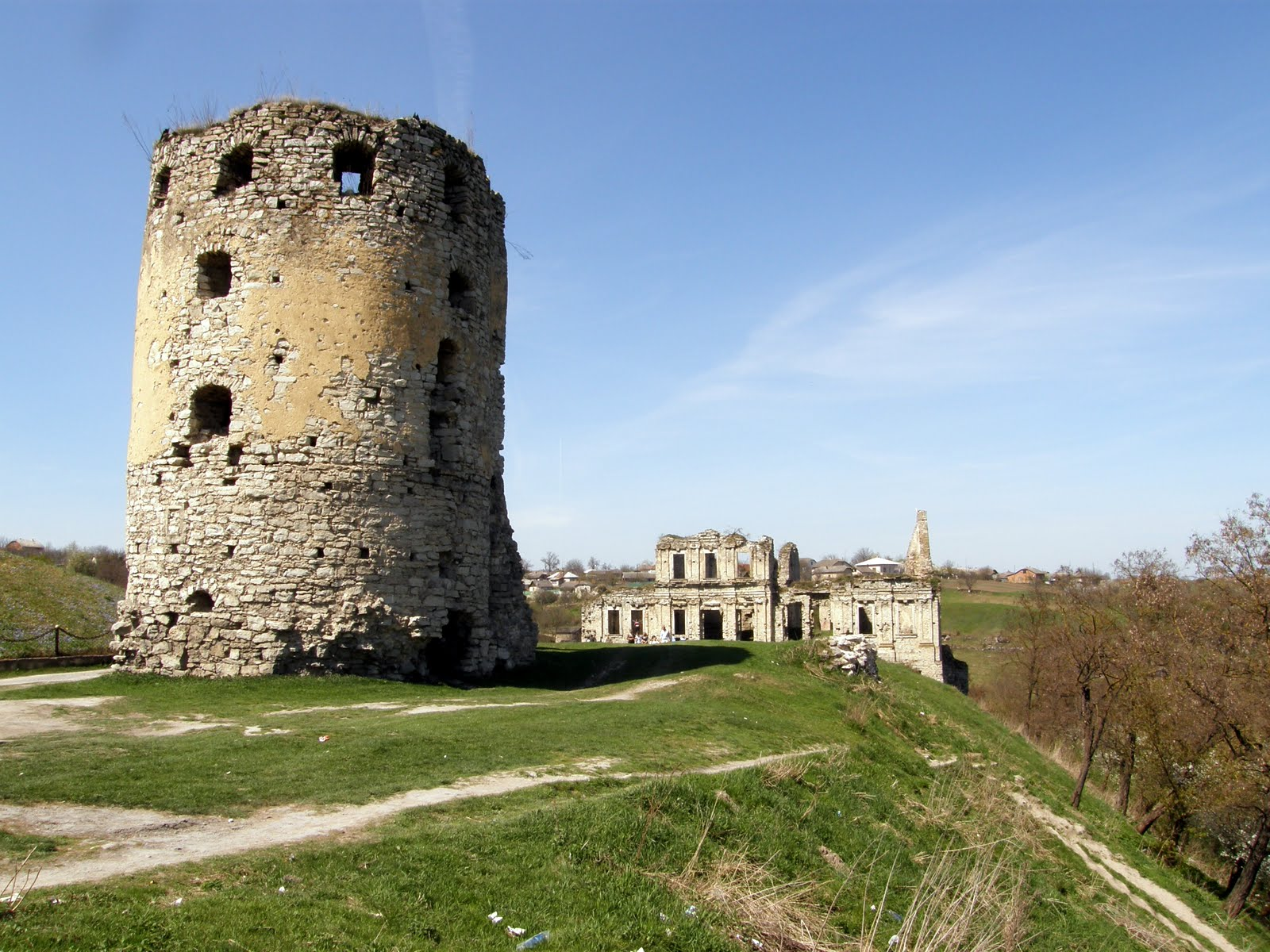
Пороховая башня замка в Скале-Подольской

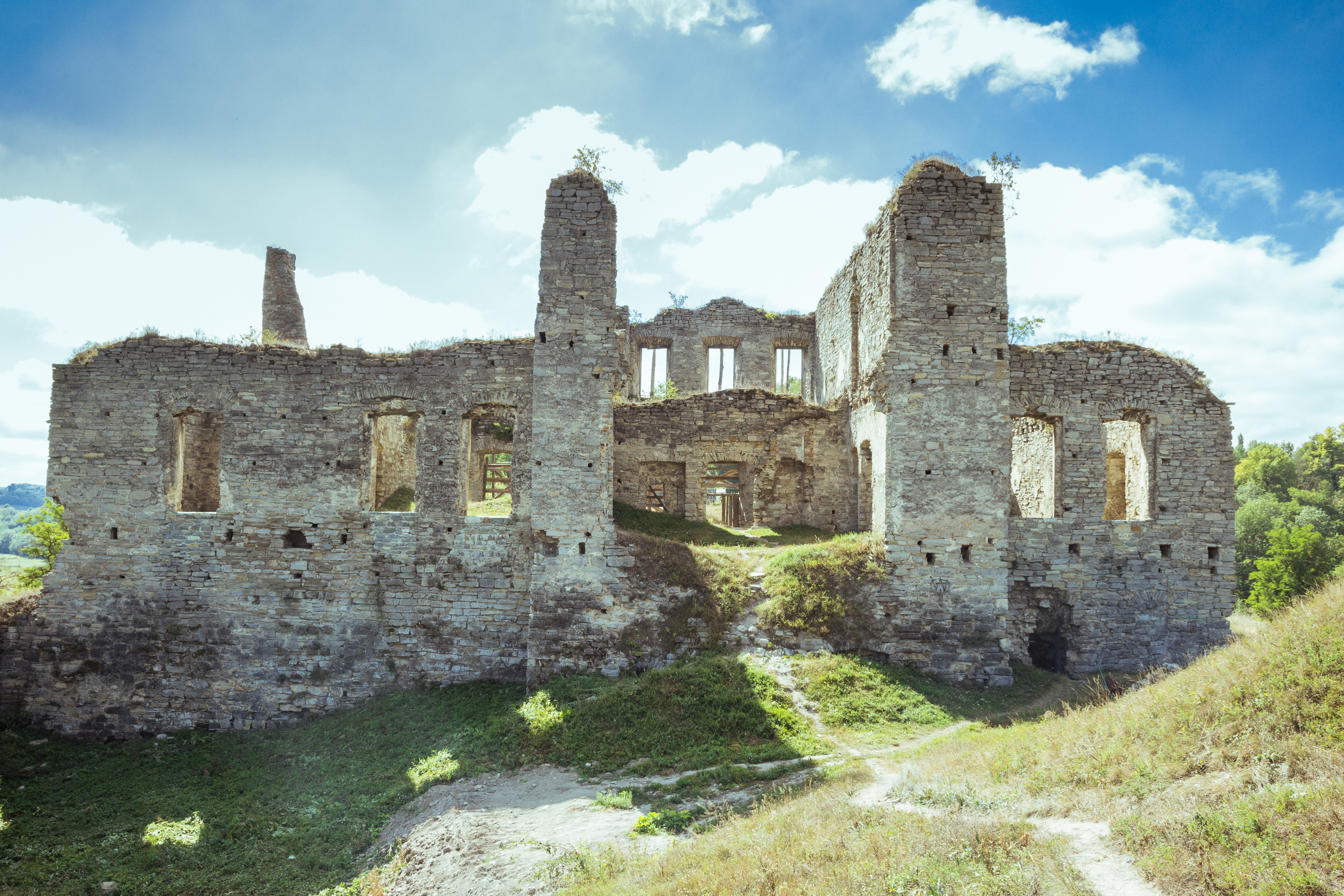
Руины замка

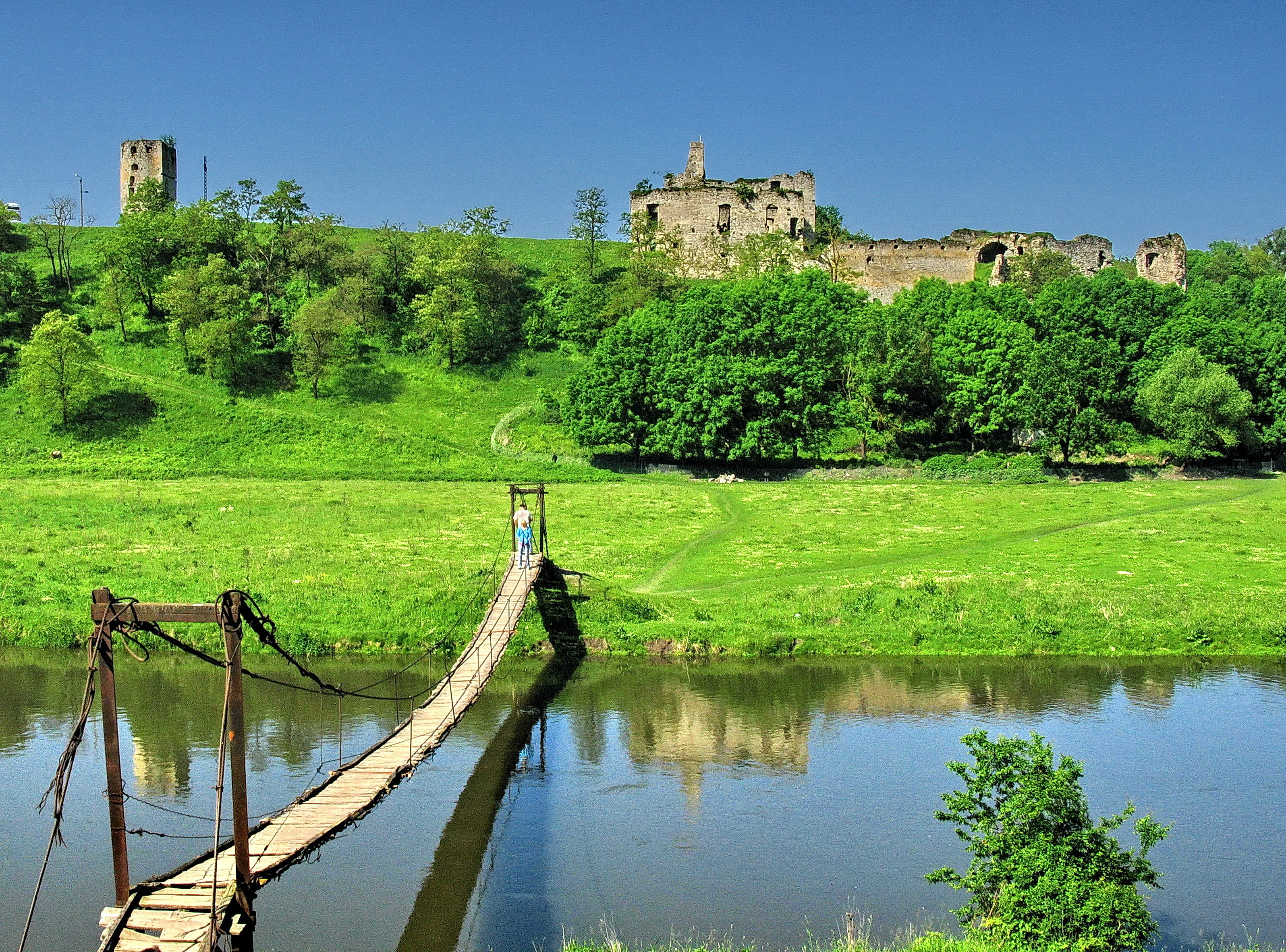
Руины замка

Древнее название замка и поселения при нём — Скала над Збручем. Первый деревянный замок, по мнению многих исследователей, построенный на месте древнерусского городища и разрушен во времена монголо-татарского нашествия. В 1370-х годах тогдашние владельцы Подолье, литовские князья Кориатовичи, построили каменный замок. 1394 году его получил литовский князь Витовт (Витольд).
От 1443 года Скала — административный центр староства, королевский населенный пункт с замком как оборонно-жилым центром, по историческим источникам в представлении Михаила Грушевского — мощная крепость.
От 1515 года замок — собственность каменецкого старосты Станислава Лянцкоронского (впоследствии — сандомирского воеводы), который его перестроил и укрепил.
В начале XVI века в результате почти ежегодных татарских нашествий (1502, 1503, 1507, 1511, 1513 гг.) замок в Скале крайне обветшал. В 1515 году польский король Сигизмунд I Старый передал его в подчинение каменецкому старосте Станиславу Лянцкоронскому. Военачальник усилил его гарнизон и арсенал пушечного вооружения. В 1516 году во время самого массового с начала XVI века татарского нашествия город и замок были сожжены дотла. Замок восстанавливали, но татары ещё несколько раз разоряли крепость, а нападение волохов в 1538 году окончательно её разорило.
Качественно новая перестройка в Скале началась в середине XVI века и осуществлялась по современной, на то время, голландской системе замка бастионного типа с мощным артиллерийским вооружением. Замок был защищён скалами и рекой с трёх сторон и только с юга был доступным. С этой стороны вырыли глубокий ров, запустили в него воды Збруча, возвели каменные стены, Въездную башню с подъемным мостом и монолитную Пороховую башню.
В 1620 году Скале пришлось выдержать осаду турецкой армии, которая разгромила перед тем польское войско на Цецоре. И хотя крепость была сильно повреждена предыдущей осадой волохов, захватить её туркам не удалось. А вот в 1648 году казацкие войска Богдана Хмельницкого таки получили крепость и выгнали оттуда польский гарнизон. Значительным разрушениям замок подвергся в 1657 году, когда им владел князь Трансильвании Дьёрдь II Ракоци. А после захвата 1672 году турками Подолья замок в Скале окончательно обветшал и уже не восстанавливался.
В первой половине XVIII века. Cкальский староста Адам Тарло (правнук Константина Христофора Вишневецкого) способствовал восстановлению на остатках прежней постройки дворца в барочном стиле, украшенного белокаменным декором. Через несколько лет после завершения строительства дворец сожгла молния. В летописи за 1765 год есть упоминание, что «…через несколько лет после окончания реставрации дворец сожжен огнем молнии и теперь он стоит пустой, а особенно уничтожены боковые пристройки».
С конца XVIII века до 1939 года замок — собственность семьи Голуховских, которые способствовали строительству в городе отдельного дворца и заложили вокруг Скала-Подольский парк. В 1930-е гг. власть обеспечивала сохранение руин замка, выполнила его фотографии, были проведены архитектонические обмеры. В последующие годы замок разбирали на строительные материалы.
Житель Скалы-Подольской Олесь Степовой в 1930 году писал, что с пороховой башни были, по преданию, подземные ходы во все стороны. Кроме того, польский писатель Юзеф Крашевский в повести «Болеславцы» (Boleszczyce) упоминал местный замок в событиях XII века.
До нашего времени сохранились: четырёхъярусная пороховая башня, часть оборонительных стен, руины башни над Збручем и остатки дворца с остатками каменного орнамента.

## Ссылка
- Путешествие Украиной
- Замки и храмы Украины
- Новейшая история Украины: Галиция. Скала-Подольский замок
- Андрей Бондаренко. Скала-над-Збручем (замок)
- Скала-Подольский замок, фото, описание
- Skała (пол.) в Географическом словаре Царства Польского и других стран славянских, том X (Rukszenice — Sochaczew) от 1889 года. — S. 642—643. (пол.)